# San Paolo della Croce a Corviale
San Paolo della Croce a Corviale ist eine Pfarr- und Titelkirche im römischen Suburbio Gianicolense. Die Kirche ist dem Heiligen Paul vom Kreuz gewidmet.

## Geschichte
Der Bau der Corviale galt bei seiner Erbauung 1975–1982 als zukunftsgerichtetes Bauprojekt für die Arbeiterklasse. Es handelt sich dabei um ein einen Kilometer langes, neunstöckiges Gebäude mit 1200 Wohnungen. Wie andere Großwohnsiedlungen dieser Art vor ihm wurde das Gebäude jedoch zum sozialen Brennpunkt.
1977 wurde die Pfarrei gegründet. Pfarrkirche war zuerst die jetzige Filialkirche San Franceso Saverio a Somaini. Die Kirche, nach Plänen von Ennio Canino gebaut, wurde 1983 fertiggestellt.
Am 25. Mai 1985 wurde die Kirche von Papst Johannes Paul II. zur Titelkirche erhoben.

Oswald Gracias

## Kardinalpriester
Die bisherigen Titelträger waren:
- Louis-Albert Vachon, Erzbischof von Québec, 25. Mai 1985 – 29. September 2006
- Oswald Gracias, Erzbischof Bombay, seit 24. November 2007